# أمالانهيغ
أمالانهيغ (وتسمى أيضًا "مارانهيغ" أو "أمارانهيغ") هي مخلوقات في الأساطير البيسانية، وخاصة بين مجموعات الناطقين بالهيليجاينون. أمالانهيغ هم أسوانغ فشلوا في نقل وحشيتهم مما يتسبب في قيامهم من قبورهم لقتل البشر عن طريق عض أعناقهم. تروي نسخة أخرى نجت من خلال الكلام الشفهي أن أمالانهيغ يُقال إنهم يطاردون أي شخص حي يجدونه وبمجرد وصولهم إليه، فإنهم يدغدغون الضحية حتى يموت، من الضحك ومن الرعب. من أجل الهروب من أمالانهيغ، يركض المرء في اتجاه متعرج لأنه لا يمكنه المشي إلا في اتجاه مستقيم بسبب تصلب أجسامهم. كما يتسلق المرء الأشجار أو المنصات العالية بما يكفي ليكون بعيدًا عن متناولهم. كما يركض المرء في البحيرات والأنهار لأن أمالانهيغ يخاف من المسطحات المائية العميقة.[بحاجة لمصدر]
يُصوَّر الأمالانهيغ على أنهم يشبهون البشر من الخارج، مع وجود تضخم في الأنياب العلوية لدى معظمهم. الأمالانهيغ هو نوع من مصاص الدماء الأصلي في الفلبين.